# غيادا روسو
غيادا روسو (بالإيطالية: Giada Russo)‏ هي راقصة على الجليد إيطالية، ولدت في 25 مايو 1997 في تورينو في إيطاليا.

## وصلات خارجية
- غيادا روسو على موقع الاتحاد الدولي للتزلج (الإنجليزية)
- غيادا روسو على موقع اللجنة الأولمبية الدولية (الإنجليزية)
- غيادا روسو على موقع أوليمبيديا (الإنجليزية)